# Ґлен Петчінґ
Ґлен Петчінґ  (англ. Glenn Patching, 12 квітня 1958) — австралійський плавець, олімпійський чемпіон.

## Виступи на Олімпіадах
| Олімпіада     | Дисципліна                            | Місце     |
| ------------- | ------------------------------------- | --------- |
| Монреаль 1976 | плавання на 100 метрів вільним стилем | 5 h4 r1/3 |
| Монреаль 1976 | плавання на 100 метрів на спині       | 5 h2 r2/3 |
| Москва 1980   | плавання на 100 метрів на спині       | 8 h2 r2/3 |
| Москва 1980   | комплексна естафета 4 × 100           | 1         |